# Sint-Willibrorduskerk (Neerkant)

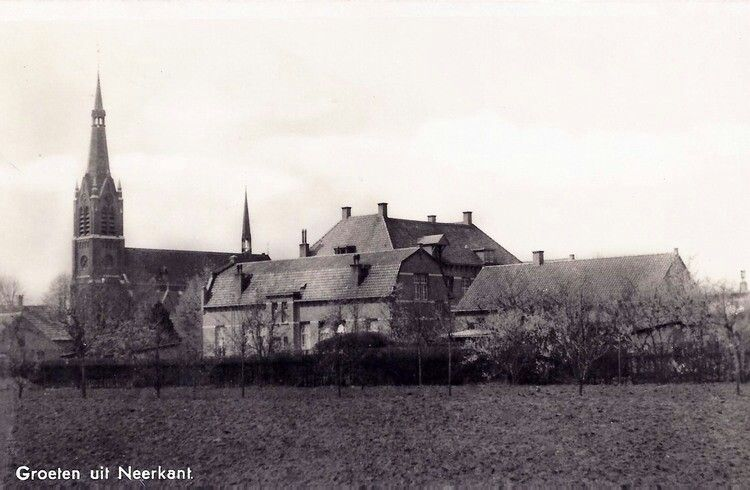
Sint-Willibrorduskerk 1891-1944

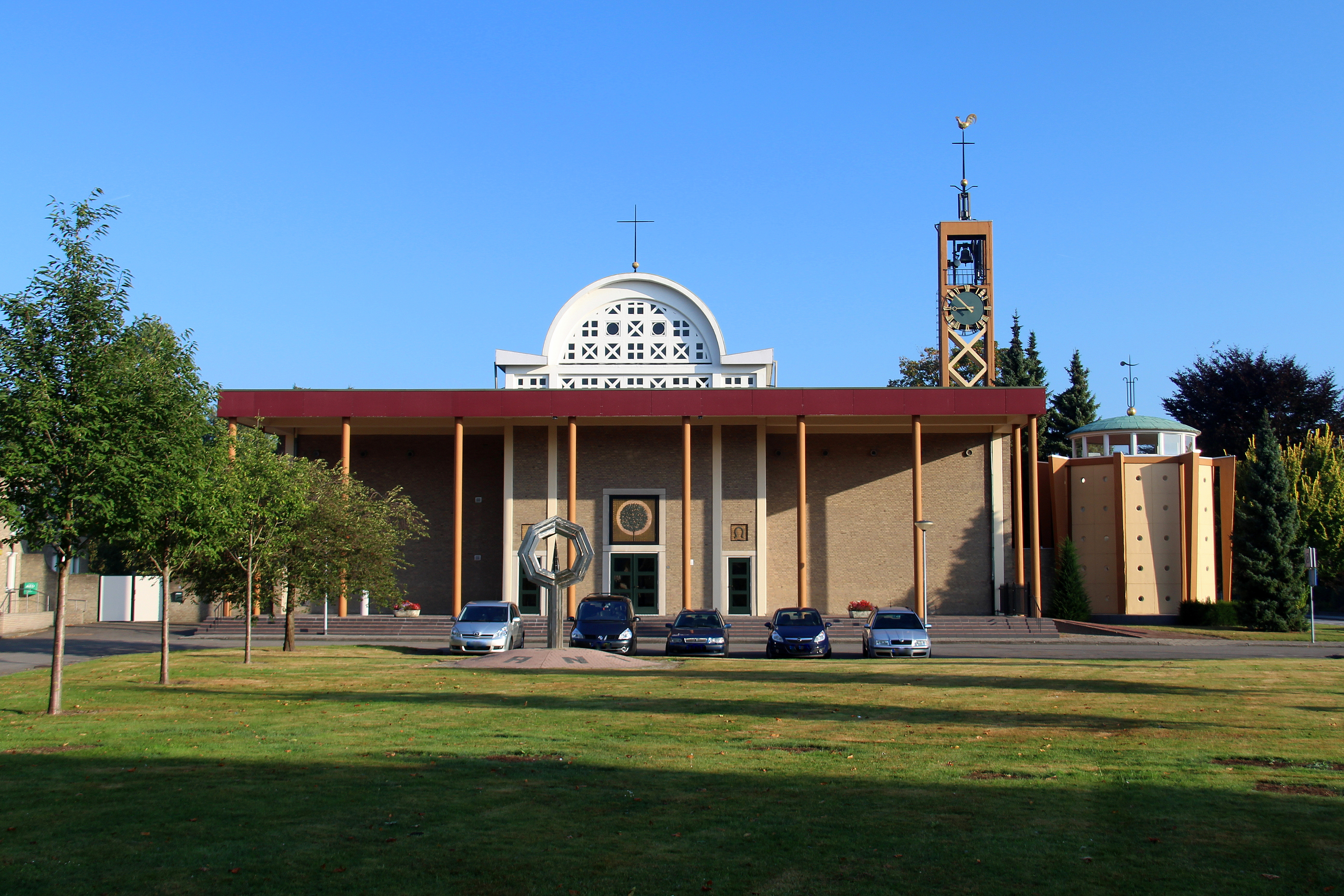
Sint-Willibrorduskerk

De Sint-Willibrorduskerk is een rooms-katholiek kerkgebouw in de tot de Noord-Brabantse gemeente Deurne behorende plaats Neerkant, gelegen aan Dorpsstraat 31.

## Geschiedenis
In 1890 werd Neerkant officieel een dorp door de samenvoeging van de buurtschappen Heitrak en Moostdijk. In hetzelfde jaar werd officieel de Sint-Willibrordusparochie opgericht. In 1891 kwam een kerk gereed, nadat de gelovigen al een tweetal jaren in noodkerken hun religieuze plichten vervuld hadden. Deze kerk, in neogotische stijl en voorzien van een hoge toren, werd op 1 november 1944 opgeblazen, één dag voor de bevrijding van het dorp.
Nu moesten de gelovigen hun toevlucht nemen tot de bewaarschool en in 1946 kwam een noodkerk in gebruik. In 1956-1957 werd een nieuwe kerk gebouwd naar ontwerp van Jos Deltrap.

## Gebouw
Deze kerk, in moderne stijl, werd uitgevoerd in baksteen en beton. Op het dak bevindt zich een bescheiden open klokkentorentje met uurwerk. Naast de kerk bevindt zich een doopkapel. Het geheel is in enigszins ongebruikelijke kleurstelling uitgevoerd, met veel gebruik van geel.
In 2014 werd de kerk geklasseerd als gemeentelijk monument.